# ツリーブラウザ
ツリーブラウザ（Tree Browser）とは、複数のウェブページをツリーにより管理するウェブブラウザの総称である。ツリー型ブラウザとも呼ばれる。

## 概要
ツリーブラウザはウィンドウ管理方式としてツリーを採用している。ツリーは、一般的にブラウザの左側に配置される。
同じく複数ウィンドウを管理するブラウザに、タブブラウザがある。ウインドウを管理するGUIが、タブブラウザでは「タブ」、ツリーブラウザでは「ツリー」と異なるが、その他の構造、機能は類似している（タブ及びタブブラウザの詳細については、タブブラウザ#概要を参照）。 
ツリーブラウザでは親ウィンドウ内のリンクから開いた新規ウィンドウは子ウィンドウとなる。ウィンドウの親子関係は、枝により示される。

## 代表的なツリーブラウザ
- KIKI [2]
- Fernie

### ツリー表示可能なタブブラウザ
- Lunascape
- Sleipnir

なお、BugBrowser、ぶら。にも類似機能があるが、1階層のみのタブリストと呼ばれるものであり、ツリーとは異なる。
Firefoxでは、アドオンの導入によりツリー表示を行うことができる。